# Allium howellii
Allium howellii är en amaryllisväxtart som beskrevs av Alice Eastwood. Allium howellii ingår i släktet lökar, och familjen amaryllisväxter.

## Underarter
Arten delas in i följande underarter:
- A. h. clokeyi
- A. h. howellii
- A. h. sanbenitense